# L'Hostal (Calafell)
L'Hostal és una obra del municipi de Calafell (Baix Penedès) protegida com a bé cultural d'interès local.

## Descripció
L'edifici consta de l'habitatge, una ermita (ambdues col·locades de forma perpendicular a la carretera), i una sèrie de dependències. L'habitatge és compost de dues plantes. Els baixos presenten un porta amb llinda i una finestra a cada banda. Les cobertes són de dos vessants. Les dependències són precedides per un baluard d'arc de mig punt on hi ha la data 1868 i les inicials "E.T i S".
Al costat de l'habitatge hi ha l'ermita, feta de paredat i arrebossada. La porta d'accés és d'arc de mig punt flanquejat per unes columnetes adossades a la paret amb capitell i base. A la façana que dona al carrer destaca una finestra de mig punt de tipus coronella amb tres obertures, la central més alta que les laterals; aquesta façana també està decorada amb arquets cecs a la part superior. Les cobertes són a dues vessants i presenten restes d'una espadanya d'un sol ull. L'interior resta enderrocat.
Un dels edificis actualment té un propietari diferent a la resta del conjunt. Aquest és tancat per un reixat fet d'obra i de filat, al centre del qual hi ha dues torres on es troba la porta, i la data de 1891 i les inicials F.B. L'habitatge és compost de tres plantes. Els baixos presenten porta de llinda i dues finestres per banda. La planta noble té tres balcons de llinda, barana de ferro forjat i basa. Les golfes consten de tres finestres rectangular de petites dimensions. És precedit per un petit jardí.

## Història
En la primera meitat del segle xix es produí l'assecament dels estanys d'aquesta zona. La terra nova, bastant dolenta (prats de mar), es dedicà al conreu de vi del qual hom obtenia aiguardent. Les edificacions daten del 1850 al 1920 i consten de dues parts: l'habitatge dels propietaris, generalment absents i les instal·lacions de la destil·leria. Els capitals són generalment d'origen indià. Un dels propietaris d'aquest indret foren els marquesos de Samà, els quals manaren construir els edificis en el seu estat actual sobre les ruïnes del que es coneixia com l'Hostal Caigut. Més tard fou propietat del clero i actualment una part s'ha venut a un particular. L'ermita resta abandonada i molt enderrocada des de la Guerra Civil Espanyola. Hom pensa que hi ha algun procedent romà, per la proximitat del mas Vilarenc, però cal estudiar-ho.